# 10132 Луммелунда
10132 Луммелунда (10132 Lummelunda) — астероїд головного поясу, відкритий 20 березня 1993 року.
Тіссеранів параметр щодо Юпітера — 3,622.